# Jenaer Mühltal
Das Landschaftsschutzgebiet Mittleres Saaletal umfasst einen Teil der Hochfläche nordwestlich von Jena und Abhänge zum Jenaer Mühltal und das Naturschutzgebiet Isserstedter Holz mit der Kennung NSG-148., gelegen im Tal der Leutra, einem linken Zufluss der Saale in der Jenaer Stadtmitte, der westlich von Jena von der Papiermühle bis Isserstedt reicht und welcher eine Reihe von Wassermühlen angetrieben hatte. Das waren die Papiermühle, über die sich 300  westwärts die Wallburg Lutherkanzel erhebt, Schleifmühle, Paraschkenmühle, Kupfermühle, Weidigsmühle, Neumühle, Ölmühle, Plumbmühle und Ziegelmühle. Diese Mühlen hatten auch Gasthöfe und eine davon, die Papiermühle, auch eine eigene Brauerei. Durch das größtenteils bewaldete Jenaer Mühltal verläuft die B7. Den jetzigen Verlauf hat sie erst seit 1844. Die vormalige Verbindung von Jena nach Weimar führte über den höhergelegenen Schneckenberg und wurde angelegt, um der Gefahr von Hochwassern der Leutra, welche oft große Zerstörungen mit sich brachten, zu entgehen. Angelegt wurde sie  unter Carl August. Die an dem Obelisken nahe dem Gasthof „Carl August“ in der Mitte des Tales angebrachten Initialen „CA 1823“ erinnern daran, dass die Verbindungsstraße zwischen Jena und Weimar von Carl August veranlasst wurde. Anzunehmen ist hierbei, dass auch Goethe eine gewisse Rolle dabei spielte. Am 13. April 1945 kamen amerikanische Truppen auf ihrem Marsch nach Jena an diesem Gasthof vorbei. Ihre scharfen Kurven führten oft zu Wagenunfällen. Oberhalb am Eingang des Mühltales befindet sich der Bismarckturm. An der Leutra sind die Mühlen durch einen Wanderweg verbunden.
Im Jenaer Mühltal gibt es oberhalb der Papiermühle Perückensträucher. Die Blattkäfer im Jenaer Mühlbachtal waren auch Gegenstand einer zoologischen Untersuchung.
Das Jenaer Mühltal, von einem Nebenbach der Saale durchflossen, ist nicht das einzige im engeren Raum gelegene Mühltal. So gibt es eines im Flusssystem Weiße Elster und meint das Eisenberger Mühltal, das an der Rauda angelegt ist. Das Flusssystem Weiße Elster zeigt sich auch hier als (ehemaliger) wichtiger ökonomischer Faktor in dieser Region.